# Colonia Benito Juárez, Indaparapeo
Colonia Benito Juárez är en ort i Mexiko.   Den ligger i kommunen Indaparapeo och delstaten Michoacán de Ocampo, i den södra delen av landet, 200 km väster om huvudstaden Mexico City. Colonia Benito Juárez ligger 1 844 meter över havet och antalet invånare är 791.
Terrängen runt Colonia Benito Juárez är en högslätt, och sluttar norrut. Runt Colonia Benito Juárez är det ganska tätbefolkat, med 78 invånare per kvadratkilometer. Närmaste större samhälle är Queréndaro, 4,2 km nordost om Colonia Benito Juárez. Trakten runt Colonia Benito Juárez består till största delen av jordbruksmark.